# Zorzines taiwana
Zorzines taiwana är en fjärilsart som beskrevs av Katsumi Yazaki 1988. Zorzines taiwana ingår i släktet Zorzines och familjen nattflyn. Inga underarter finns listade i Catalogue of Life.